# Yuncan
Yuncan (Mochica, Yunga, Muchik, Chimuan) jedna je porodica izumrlih indijanskih jezika Ekvadora (Cañari, Manabita i Puruhá) i Perua (Mochica, Chimu, Chincha). Jezik quingnam poistovjećuju neki jezikoslovci s jezikom chimu, ili pak s mochica.

## Vanjske poveznice
- Mochica (Yunga)  Arhivirana inačica izvorne stranice od 6. veljače 2012. (Wayback Machine)
- Mochica  Arhivirana inačica izvorne stranice od 24. veljače 2006. (Wayback Machine)
- Chimuan